# Долни Бар
Долни Бар (слч. Dolný Bar, мађ. Albár) насељено је мјесто са административним статусом сеоске општине (слч. obec) у округу Дунајска Стреда, у Трнавском крају, Словачка Република.

## Становништво
| Година:    | 1994. | 2004.    | 2014.   | 2024.    |
| ---------- | ----- | -------- | ------- | -------- |
| Број људи: | 474   | 560      | 610     | 1023     |
| Разлика:   |       | +18,14 % | +8,92 % | +67,70 % |

| Година:    | 2023. | 2024.   |
| ---------- | ----- | ------- |
| Број људи: | 989   | 1023    |
| Разлика:   |       | +3,43 % |

Према подацима о броју становника из 2011. године насеље је имало 603 становника.